# تمارا لازاكوفيتش
تمارا فاسيليفنا لازاكوفيتش (الروسية: Тамара Васильевна Лазакович ؛ 11 مارس 1954 - 1 نوفمبر 1992) لاعبة جمباز فني سوفيتية شاركت في الألعاب الأولمبية الصيفية 1972، فازت بالعديد من الميداليات الذهبية والفضية في بطولتي 1968 و 1969 اتحاد الجمهوريات الاشتراكية السوفياتية للناشئين. ظهرت لأول مرة في بطولة العالم للجمباز الفني 1970. فازت السوفييت بالميدالية الذهبية في مسابقة الفرق، لكن النتيجة المنخفضة البالغة 8.00 على عارضة التوازن خلال الجولة الإجبارية أسقطت لازاكوفيتش إلى المركز الحادي والعشرين في فردي شامل، وهو الأدنى في الفريق السوفيتي.
في بطولة أوروبا للجمباز الفني 1971، تعادلت لازاكوفيتش مع زميلتها في الفريق لودميلا توريشيفا للحصول على اللقب الشامل. كما حصلت على لقبين من أربعة ألقاب للحدث الفردي (القضبان غير المستوية وعارضة التوازن) وفازت بالميدالية الفضية في الإثنين الآخرين (منصة القفز وحركات الأرضية). بالإضافة إلى كونها بطلة مشتركة في الشامل، احتلت هي أو توريشيفا المركزين الذهبي والفضي على منصة التتويج في جميع الأحداث الفردية الخمسة ، وحافظت على إريكا زوتشولد من ألمانيا الشرقية في المركز الثالث في أربعة من أصل خمسة منهم.
في العام التالي في دورة الألعاب الأولمبية الصيفية 1972 ، حيث سيطرت توريشيفا على كل شيء ، وسرقت زميلتها السوفيتية أولغا كوربوت انتباه الجماهير ووسائل الإعلام بحركاتها الجريئة وشخصيتها الجذابة، شقت لازاكوفيتش بهدوء طريقها إلى منصة التتويج الفردية ثلاث مرات ، وفازت بالميدالية البرونزية. ميدالية في الفردي الشامل والأرضي، بالإضافة إلى الميدالية الفضية على عارضة التوازن خلف كوربوت. كان مجموعها البالغ 38.25 في أربع أحداث هو الأعلى من أي لاعبة جمباز في فئة الإجبار الجماعي في المسابقة.
تقاعد لازاكوفيتش بعد الألعاب الأولمبية وعملت مدربة للجمباز في فيتيبسك. كافحت مع الإدمان على الكحول وسُجنت لعدة سنوات بتهمة السرقة. توفيت عن عمر يناهز 38 عامًا من أمراض مرتبطة بالكحول.